# Tallulah
Tallulah és una població dels Estats Units a l'estat de Louisiana. Segons el cens del 2000 tenia 9.189 habitants.

## Demografia
Segons el cens del 2000, Tallulah tenia 9.189 habitants, 3.016 habitatges, i 2.078 famílies. La densitat de població era de 1.309,2 habitants/km².
Dels 3.016 habitatges en un 36,8% hi vivien nens de menys de 18 anys, en un 33,4% hi vivien parelles casades, en un 30,5% dones solteres, i en un 31,1% no eren unitats familiars. En el 27,8% dels habitatges hi vivien persones soles l'11,8% de les quals corresponia a persones de 65 anys o més que vivien soles. El nombre mitjà de persones vivint en cada habitatge era de 2,82 i el nombre mitjà de persones que vivien en cada família era de 3,49.
Per edats la població es repartia de la següent manera: un 37,6% tenia menys de 18 anys, un 10,9% entre 18 i 24, un 23,3% entre 25 i 44, un 17,6% de 45 a 60 i un 10,7% 65 anys o més.
L'edat mediana era de 26 anys. Per cada 100 dones de 18 o més anys hi havia 79,5 homes.
La renda mediana per habitatge era de 17.142 $ i la renda mediana per família de 20.100 $. Els homes tenien una renda mediana de 22.346 $ mentre que les dones 14.679 $. La renda per capita de la població era de 8.324 $. Entorn del 35,7% de les famílies i el 43,5% de la població estaven per davall del llindar de pobresa.

## Poblacions més properes
El següent diagrama mostra les poblacions més properes.